# Cosima Eggers-von Wittenburg
Cosima Eggers-von Wittenburg (geboren 31. Januar 1968) ist eine deutsche Juristin, Richterin und Direktorin beim Landesrechnungshof des Saarlandes.

## Beruflicher Werdegang
Seit dem 2. Januar 2009 ist die Juristin Richterin am Finanzgericht des Saarlandes.
Am 16. Juni 2010 wurde sie vom Landtag zum stellvertretenden Mitglied an den Verfassungsgerichtshof des Saarlandes gewählt. Ihre Amtszeit endete im Juni 2013.
Im März 2013 wurde sie auf Vorschlag der SPD Direktorin beim Landesrechnungshof. Sie war die erste Frau in diesem Gremium.
Im Oktober 2015 deckte sie mit einem Brandbrief die jahrelange grobe Nachlässigkeit der Steuerfahndung im Saarland auf.

## Ämter und Mitgliedschaften
- Deutscher Juristinnenbund Saarbrücken

## Engagement
2012 unterzeichnete die Juristin den Aufruf Schriftliches Schnellverfahren – nein danke! Kindeswohlprüfung – in jedem Fall! des Verbandes alleinerziehender Mütter und Väter Bundesverband e. V. Darin wurde der Gesetzgeber aufgefordert, bei der Neuregelung des Sorgerechts nicht miteinander verheirateter Eltern darauf zu verzichten, ein rein schriftliches Schnellverfahren ohne Anhörung der Eltern oder des Jugendamtes einzuführen.